# Polinomi Čebišova
Polinómi Čebišova [~ čebíšova] (tudi polinomi Čebiševa) so v matematiki zaporedje ortogonalnih polinomov, ki so povezani z de Moivreovo formulo in jih lahko preprosto določimo rekurzivno kot na primer Fibonaccijeva ali Lucasova števila. Imenujejo se po Pafnutiju Lvoviču Čebišovu. Polinomi Čebišova so dveh vrst: polinomi Čebišova prve vrste, označeni s {\displaystyle T_{n}}, in polinomi Čebišova druge vrste, označeni z {\displaystyle U_{n}}. Črka T se uporablja zaradi različnih prečrkovanj priimka Čebišov: Tchebyshef ali Tschebyscheff.
Polinomi Čebišova {\displaystyle T_{n}} ali {\displaystyle U_{n}} so polinomi stopnje n in zaporedje polinomov Čebišova sestavlja polinomsko zaporedje.
Polinomi Čebišova so pomembni v teoriji približkov, ker se ničle polinomov Čebišova prve vrste, imenovane vozli Čebišova, uporabljajo kot vozli v polinomski interpolaciji. Ustrezna interpolacija zmanjša problem Rungejevega pojava in omogoča aproksimacijo, ki je blizu polinomu z najboljšo aproksimacijo za zvezno funkcijo pod maksimalno normo. Ta aproksimacija vodi neposredno k metodi numerične integracije Clenshaw-Curtisove kvadrature.
Polinomi Čebišova prve in druge vrste so rešitve enačb Čebišova:
{\displaystyle \left(1-x^{2}\right){\frac {d^{2}y}{dx^{2}}}-x{\frac {dy}{dx}}+n^{2}y=0\!\,}
in:
{\displaystyle \left(1-x^{2}\right){\frac {d^{2}y}{dx^{2}}}-3x{\frac {dy}{dx}}+n(n+2)y=0\!\,.}
Ti enačbi sta poseben primer Sturm-Liouvillove diferencialne enačbe.